# Himno de Sonsón
El Himno de Sonsón es uno de los tres símbolos oficiales del municipio de Sonsón, en Colombia. Sus orígenes se remontan a 1925, cuando la Sociedad de Mejoras Públicas organizó un concurso durante los Juegos Florales Nacionales realizados en el municipio, con el propósito de oficializar un himno municipal. Como símbolo institucional, fue regulado por el Acuerdo n.º 012 del 23 de mayo de 1997, expedido por el Concejo Municipal de Sonsón.

## Historia

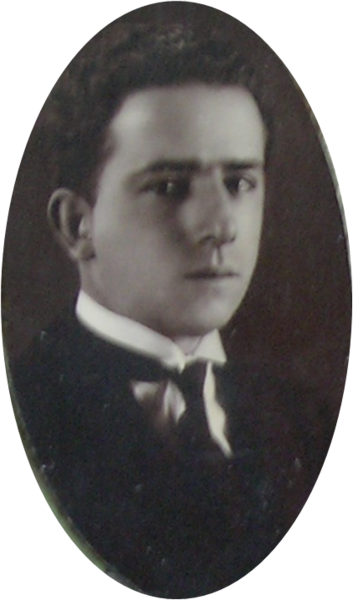
Nicolás Bayona Posada, autor de la letra del himno.

En 1925, Sonsón fue sede de los Juegos Florales Nacionales, organizados bajo la dirección del expresidente Carlos Eugenio Restrepo (1910–1914). Estos eventos estuvieron dedicados a la memoria del Bardo Inmortal de Sonsón, Gregorio Gutiérrez González. Durante la celebración, se propusieron varios concursos literarios que produjeron doce cantos al poeta Gutiérrez González, treinta y cinco poemas, dos biografías y siete himnos a Sonsón, de los cuales tres estaban musicalizados.
La premiación del himno incluyó una lira de oro, un premio otorgado por la academia y otro por el conservatorio, adjudicados respectivamente a Antonio Ángel Uribe y al poeta Nicolás Bayona Posada. Este último presentó la letra que fue musicalizada por el maestro Luis Antonio Calvo y que resultó elegida por un jurado compuesto por Antonio Gómez Restrepo y Eduardo Zuleta Ángel. Desde entonces, y durante 72 años, esta composición fue reconocida de facto como el himno oficial de Sonsón.

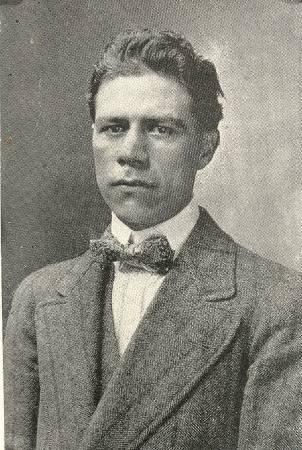
Luis Antonio Calvo, autor de la melodía.

El 23 de mayo de 1997, el himno y la bandera fueron ratificados oficialmente como emblemas del municipio mediante el Acuerdo n.º 012 del Concejo Municipal.

### Simbología
La letra del himno resalta valores y cualidades del municipio, e incluye referencias tanto históricas como geográficas. En la sexta estrofa, el verso "(...) te gloría tu bardo inmortal, corre el Aures cantando entre flores, y adormece tu sueño el maizal" alude a Gregorio Gutiérrez González y sus poemas Aures y Memoria sobre el cultivo del maíz en Antioquia.
En la séptima estrofa, el verso "(...) y te cubre cual dulce bandera, con sus brazos abiertos, la cruz" hace referencia a la cruz ubicada en el templete del cerro tutelar de Sonsón, el cerro Capiro, a cuyos pies se encuentra la ciudad.[cita requerida]

## Letra
CORO
Sonsón alza gallarda la frente
que ya brilla la aurora en tu azul,
eres grande, soberbia, potente

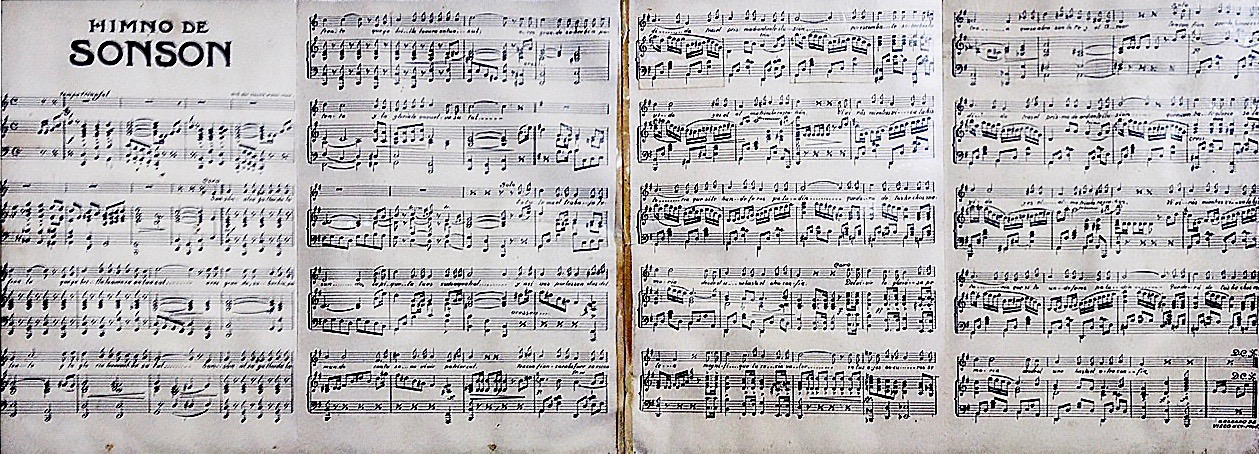
Partitura para voz y piano del himno.

y la gloria te envuelve en su tul. (Bis.)
| ESTROFAS: I Es tu lema el trabajo fecundo la piqueta tu escudo ancestral y así vas por las sendas del mundo con tu sano vivir patriarcal. II Ten confianza en la fuerza escondida tras el prisma de ardiente ilusión, que es combate soberbio la vida y es el alma trinchera y cañón. III Vivirás mientras viva la historia que si te hunde feroz paladín quedará de tus hechos memoria desde el uno hasta el otro confín IV Del vivir la gloriosa pelea magnifique tu recio valor y en tus ojos oscuros se lea que se abrazan la fe y el amor. | V No te guardan cañones tonantes ni encerrada entre muros te ves, porque anhelan tus brazos amantes estrechar al que llegue a tus pies. VI Tus mujeres inspiran amores te gloría tu bardo inmortal, corre el Aures cantando entre flores y adormece tu sueño el maizal. VII Sonsón alza la frente altanera que el progreso te envuelve en su luz, y te cubre cual dulce bandera con sus brazos abiertos la cruz. (Bis.) |

## Segundo lugar del concurso
El segundo lugar del concurso fue otorgado a la siguiente letra, escrita por Antonio Ángel Uribe y premiada con la "Lira de Oro":
CORO
Salve ciudad excelsa, ¡divina tierra,
paraíso de ensueños, capullo de oro!
se dijera el alcázar donde se encierra
la riqueza ignorada de algún rey moro.
Símbolo del derecho, de la hidalguía;
macetero de rosas y de claveles;
tienes todo el encanto la poesía
de las islas doradas y los vergeles.
| I Colocada en el centro de una ladera, que semeja de lejos vivo topacio, finges una sultana que se tendiera sobre las alcatifas de su palacio. II Bajo el Cielo sin manchas del horizonte, cuán bella, cuán divina te enseñoreas, cuando la luz del oriente besa tu monte que es la joya más rica de tus preseas. III Eres en los jardines tazón de flores, pétalos de azucenas bajo rosales; te cantan sus endechas los trovadores, te enguirnaldan laureles y saucedales. IV Se creyera que huríes, ninfas y gnomos, de los bosques umbrosos y solitarios, hubieran levantado los regios domos, los domos colosales de tus santuarios. V En las tardes alegres, mientras se grana el paisaje borroso de tus alcores, eres como un joyero de filigrana recamado de gemas de mil colores. VI Efluvios de rosales y de jazmines aroman el ambiente de tus callejas, los arpados sinsontes y los julgueros escalando los muros te dan sus quejas. | VII Simulas un paisaje divinizado por un lampo indeciso de luna llena el jardín de delicias azul tomado que forjara en sus sueños la musa helena. VIII No tienes murallones, ni cañoneras, ni enormes catapultas, ni férreas mazas que defienden tus hijos, ni lisonjeras barricadas de acero, ni fuertes plazas. IX Pero tienes tus hijos batalladores, heraldos de una raza brava y severa, que saben de contiendas, nobles señores, que mueren por sus fueros y su bandera. X Y más que los tesoros y la riqueza que revelan la gloria de tus poderes, tienes para que exalte más tu belleza el divino tesoro de tus mujeres. XI Bajo el mágico ensueño que te decora proclamándote la reina de la hermosura, marchas con carroza deslumbradora a los lindes dorados de la ventura. XII Eres cofre de perlas donde algún hada hubiera colocado su pedrería, o pebetero de ámbar de esa Granada arquetipo y joyero de Andalucía. | XIII Vives de otras edades, de otros ensueños de un algo que fue tuyo, de algo divino, duermes un sueño de oro, mágicos sueños mientras llega la gloria de tu destino. XVI Cuando llega el estío con su donaire fecundando los prados, las sementeras, con qué gracia y soltura, con qué desgaire te tiendes sobre el césped de tus laderas. XV En las lujosas noches de claro estío la luna con su halo de luz radiante, se acerca a coronarte con noble brío y a ungir las regias sienes de tu semblante. XVI Cual un arcón de oro que un rey cerrara ocultando un tesoro divino y santo guardas con noble celo, cual perla rara una joya invaluable bajo tu manto. XVII La virtud poderosa que noble alientas, que luces cual diadema sobre tu frente, por el regio tesoro que airosa ostentas te llamarán la perla del Occidente. XVIII ¡Salve mágica tierra, ciudad divina! elíseo de virtudes, lámpara de oro, torrecilla de nácar, concha de ondina, de un alcázar de Oriente rico tesoro. XIX A ti, que eres emblema de la hidalguía, que eres un tirso, corona, centro, diadema, te rindo como ofrenda, señora mía, la pequeña primicia de mi poema. |